# Ural-5323
El camión de uso militar Ural-5323 es una variante de tracción 8x8 para trabajo pesado del chasis usado en el BTR-80, especialmente diseñado para su uso militar. Este vehículo es producido por la Planta de Camiones de los Urales localizada en la ciudad de Miass.

## Características
El Ural-5323 se eligió como la plataforma ideal para el sistema de artillería y misiles de Defensa Aérea Pantsir-S1, y a su vez la plataforma mecánica usada en su chasis es la misma de algunos transportes de tropa blindados como el BTR-80, en servicio con Rusia y otros países.
Su variante, el Ural-5323-20; cuya configuración tractora es de 8x8, es designado especialmente en misiones de carga de más de 10 toneladas, y también como vehículo porta-grúa con una capacidad de tiro de más de 16 toneladas.

## Especificaciones
- Sistema de Contenedores de Sellado Hermético
- Sistema de control remoto de la presión de los neumáticos.
- Capacidad de carga: 12,2 kg (26,9 lb) a 16,4 kg (36,2 lb).
- Transmisión: 8x8.
- Suspensión: dependiente de la variante, ejes sólidos con sistemas de ballestas, atrás de ejes sólidos sobre un sistema basculante.
- Motor: YaMZ-238B - V8 turbodiésel, OHV, de 14,866 cc (manga 5.12", empuje 5.51").

- Salida (fuerza - potencia): 300 hp (223,71 kW) @ 2,000 rpm.
- Torque 2942,85 kW @ 1,200 ~ 1,400 rpm.

- Caja de marchas: 8x2 speed, con sistema de seguro de transferencia de velocidad transejes por diferencial.
- Velocidad máxima: 85 km/h (53 mph).
- Rines (tamaño): 9'0.3"+4'7.1".
- Tamaño de la plataforma de carga: 18'7.8"x7'7.7"x.3'3.4".
- Maniobrabilidad: radio de giro (máximo) 85.3', ángulo de ascensión máximo 31°, en pendientes (inclinación): 20°, altura (al suelo) 400 mm (15,7 plg), paso de obstáculos: 94,79 cm (3,1 pies), paso de brechas 94,79 cm (3,1 pies).
- Frenos: tambores, con sistema de freno de aire-hidráulico, y de control hidroneumático.
- Peso de carga

- Peso total: 21,43 kg (47,2 lb), máximo.
- Peso de carga: 16 kg (35,3 lb).

- Tanques de combustible: 79.3 + 55.5 US gal.
- Alcance máximo: 1100 kilómetros (683,5 mi).
- Llantas: 14.00-20 146G.
- Presión: controlada.